# Stetten (Hechingen)
Stetten ist ein Stadtteil von Hechingen im Zollernalbkreis in Baden-Württemberg (Deutschland).

## Geographie
Stetten liegt unmittelbar östlich der Kernstadt und wird durch die Bundesstraße 27 von Hechingen getrennt. Durch den Ort fließt der Reichenbach, der in Hechingen in die Starzel mündet.

### Ausdehnung
Die Gemarkungsfläche des Ortes beträgt 630 Hektar.

## Geschichte

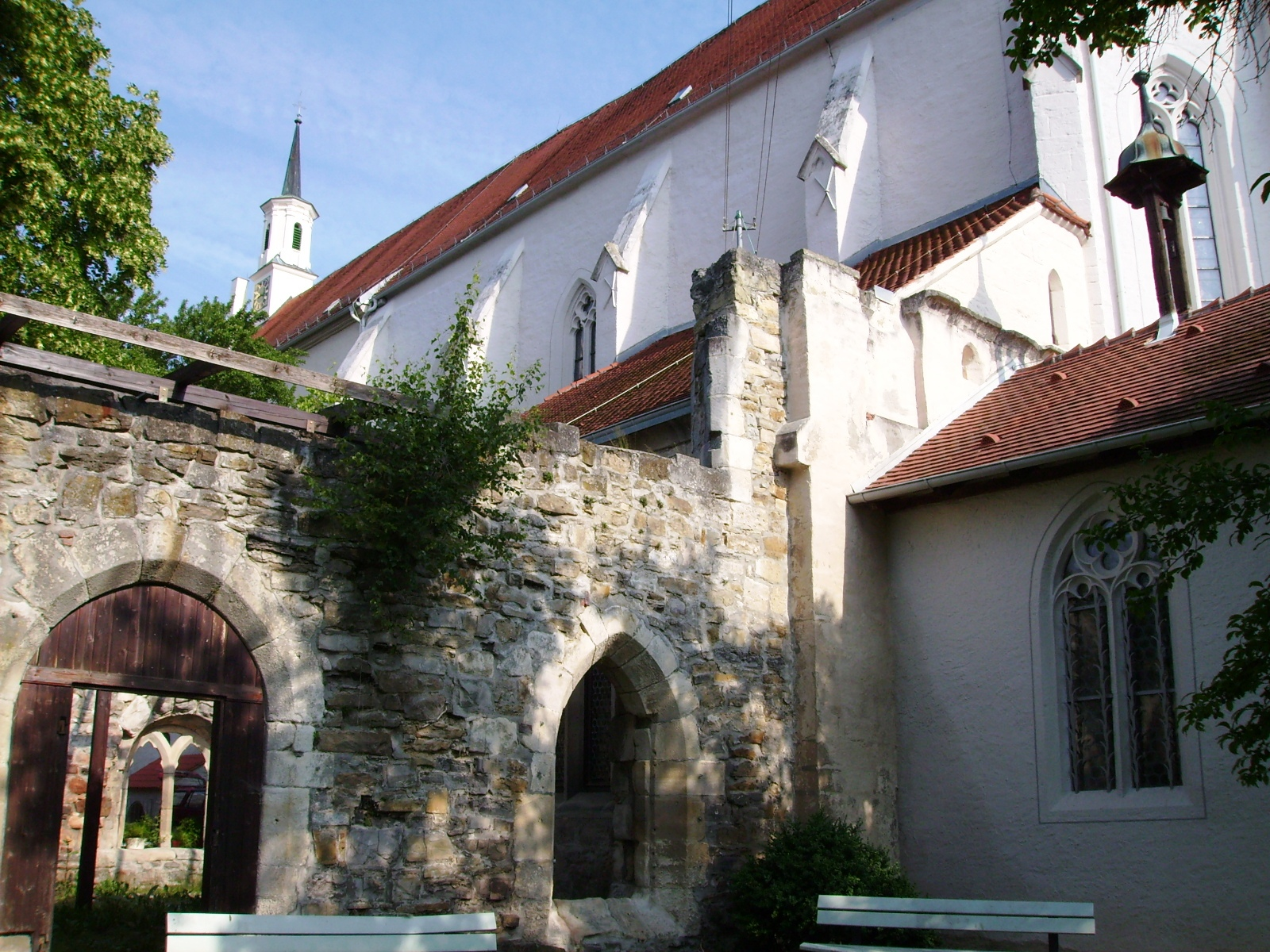
Klosterkirche St. Johannes

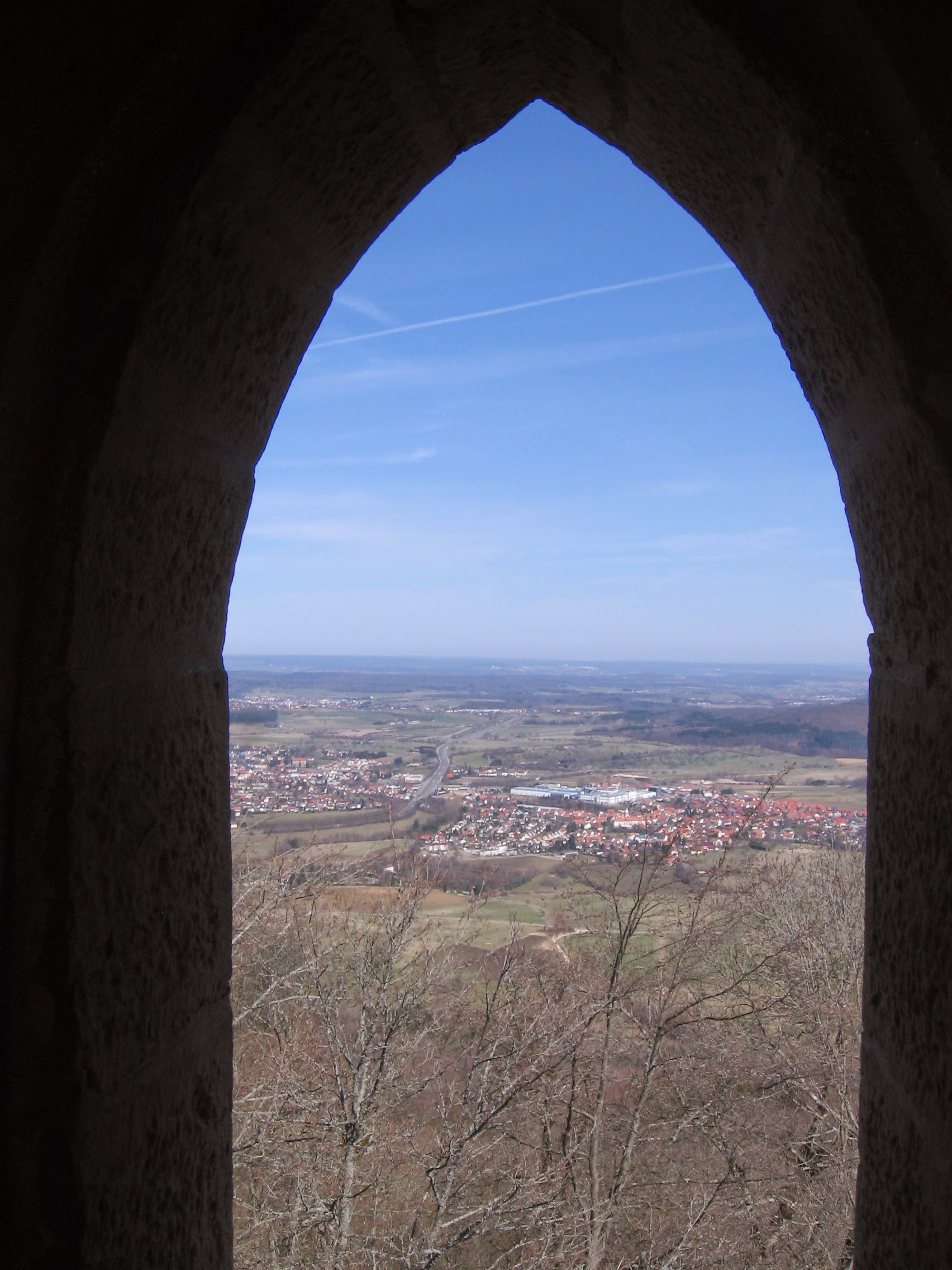
Blick von der Burg Hohenzollern auf Stetten

Die erste urkundliche Erwähnung Stettens datiert um das Jahr 1130 im Zusammenhang einer Güterschenkung an das Kloster Zwiefalten. Das Dorf war immer zollerisch. Das ehemalige Kloster Stetten, gegründet im Jahr 1267 als ein Augustinerinnenkloster, war im 13. und 14. Jahrhundert die Gruftkirche der Grafen von Zollern.
Die Klosterkirche St. Johannes entstand um 1280 als Bauwerk der Frühgotik und wurde von Dominikanerinnen genutzt. Die Klosteranlage selbst wurde 1898 bei einem Brand fast vollständig zerstört. Ehemalig Stettener Besitz sind die frühgotischen Glasscheiben aus dem 13. Jahrhundert in der Kapelle auf der Burg Hohenzollern.
Bei der Gebietsreform in Baden-Württemberg wurde  Stetten am 1. August 1971 in die Stadt Hechingen eingegliedert.

## Persönlichkeiten
- Joseph Sprißler (1795–1879), katholischer Geistlicher und Abgeordneter der Frankfurter Nationalversammlung, war Pfarrer in Stetten und starb auch dort.
- Leopold Bausinger (1899–1973), von 1950 bis 1965 Landrat des Rheingaukreises
- Otto Baum (1911–1998), war während des Zweiten Weltkriegs SS-Oberführer.